# С (слово ћирилице)
Слово С је двадесетпрво слово српске ћирилице.